# アンドレス・ブランコ
アンドレス・イーロイ・ブランコ・ペレス（Andrés Eloy Blanco Perez, 1984年4月11日 - ）は、ベネズエラのカラカス出身のプロ野球選手。右投両打。現在は、フリーエージェント（FA）。
愛称はスペイン語で白を意味するウィテイ。

## 経歴

### プロ入りとロイヤルズ時代
2000年にカンザスシティ・ロイヤルズと契約してプロ入り。
2004年4月18日にメジャーデビューを果たした。
2006年9月29日に左肩を手術した。
2007年は、メジャーに昇格することなくマイナーでプレーした。

### カブス時代
2007年11月にシカゴ・カブスとマイナー契約を結んだ。
2008年は、傘下AAA級アイオワ・カブスでプレーした。オフにFAとなったが、12月に再契約を結び残留した。
2009年に2年ぶりにメジャーに昇格した。7月29日にメジャー初本塁打を放った。

### レンジャース時代
2010年3月27日にテキサス・レンジャースへトレードで移籍した。内野のユーティリティープレイヤーとして活躍した。
2011年11月4日にFAとなった。

### ナショナルズ傘下時代
2011年12月16日にワシントン・ナショナルズとマイナー契約を結んだ。スプリングトレーニングには、招待選手として参加した。3月29日に自由契約となった。

### フィリーズ時代
2012年3月31日にフィラデルフィア・フィリーズとマイナー契約を結んだ。
2013年11月4日にFAとなったが、11月20日にマイナー契約で再契約した。
2014年6月29日に傘下のAAA級リーハイバレー・アイアンピッグスからメジャーに昇格した。3年ぶりにメジャーの舞台に立ったこの年は25試合に出場し、打率.277・1本塁打・3打点という成績を記録した。守備では一塁手を除く内野の各ポジションを万遍なく守った。
2015年も引き続き、内野のユーティリティとして起用され、自身初の3ケタ台となる106試合に出場した。打撃面では調子を維持し、打率.292・7本塁打・25打点を記録、本塁打・打点は自己最高だった。オフにFAとなったが、12月14日に1年300万ドルで再契約した。
2017年11月2日にFAとなった。

### フィリーズ退団後
2018年2月1日にサンフランシスコ・ジャイアンツとマイナー契約を結び、同年のスプリングトレーニングに招待選手として参加することになった。3月31日に自由契約となった。
2018年4月2日にミルウォーキー・ブルワーズとマイナー契約を結んだ。開幕後は傘下AAA級コロラドスプリングス・スカイソックスに所属し、96試合の出場で打率.271、9本塁打、47打点の成績を残したが、メジャー昇格の機会はなかった。オフの11月2日にFAとなった。
2018年12月5日にアトランタ・ブレーブスとマイナー契約を結び、2019年のスプリングトレーニングに招待選手として参加することになった。開幕後は傘下AAA級グウィネット・ストライパーズに所属し、118試合の出場で打率.262、19本塁打、61打点の成績を残したが、メジャー昇格の機会はなく、オフの11月4日にFAとなった。
2020年1月31日にミルウォーキー・ブルワーズとマイナー契約を結んだが、5月28日に自由契約となった。

## 詳細情報

### 年度別打撃成績
| 年 度     | 球 団     | 試 合 | 打 席 | 打 数 | 得 点 | 安 打 | 二 塁 打 | 三 塁 打 | 本 塁 打 | 塁 打 | 打 点 | 盗 塁 | 盗 塁 死 | 犠 打 | 犠 飛 | 四 球 | 敬 遠 | 死 球 | 三 振 | 併 殺 打 | 打 率 | 出 塁 率 | 長 打 率 | O P S |
| --------- | --------- | ----- | ----- | ----- | ----- | ----- | -------- | -------- | -------- | ----- | ----- | ----- | -------- | ----- | ----- | ----- | ----- | ----- | ----- | -------- | ----- | -------- | -------- | ----- |
| 2004      | KC        | 19    | 67    | 60    | 9     | 19    | 2        | 2        | 0        | 25    | 5     | 1     | 2        | 1     | 0     | 5     | 0     | 1     | 6     | 0        | .317  | .379     | .417     | .795  |
| 2005      | KC        | 26    | 86    | 79    | 6     | 17    | 0        | 1        | 0        | 19    | 5     | 0     | 1        | 4     | 2     | 0     | 0     | 1     | 5     | 3        | .215  | .220     | .241     | .460  |
| 2006      | KC        | 33    | 96    | 87    | 9     | 21    | 4        | 1        | 0        | 27    | 9     | 0     | 1        | 3     | 0     | 5     | 0     | 1     | 14    | 2        | .241  | .290     | .310     | .601  |
| 2009      | CHC       | 53    | 138   | 123   | 15    | 31    | 8        | 0        | 1        | 42    | 12    | 0     | 2        | 6     | 0     | 8     | 3     | 1     | 14    | 4        | .252  | .303     | .341     | .644  |
| 2010      | TEX       | 68    | 185   | 166   | 17    | 46    | 10       | 1        | 0        | 58    | 13    | 0     | 2        | 3     | 2     | 11    | 1     | 3     | 24    | 0        | .277  | .330     | .349     | .679  |
| 2011      | TEX       | 36    | 82    | 76    | 9     | 17    | 3        | 0        | 2        | 26    | 3     | 0     | 1        | 2     | 0     | 4     | 0     | 0     | 14    | 1        | .224  | .263     | .342     | .605  |
| 2014      | PHI       | 25    | 53    | 47    | 4     | 13    | 5        | 0        | 1        | 21    | 3     | 0     | 0        | 4     | 0     | 2     | 1     | 0     | 6     | 4        | .277  | .306     | .447     | .753  |
| 2015      | PHI       | 106   | 261   | 233   | 32    | 68    | 22       | 3        | 7        | 117   | 25    | 1     | 1        | 3     | 0     | 21    | 0     | 4     | 44    | 11       | .292  | .360     | .502     | .863  |
| 2016      | PHI       | 90    | 209   | 190   | 26    | 48    | 15       | 1        | 4        | 77    | 21    | 2     | 3        | 0     | 1     | 11    | 0     | 7     | 41    | 7        | .253  | .316     | .405     | .721  |
| 2017      | PHI       | 80    | 144   | 130   | 10    | 25    | 4        | 0        | 3        | 38    | 13    | 1     | 0        | 0     | 2     | 12    | 0     | 0     | 34    | 1        | .192  | .257     | .292     | .549  |
| MLB：10年 | MLB：10年 | 536   | 1321  | 1191  | 137   | 305   | 73       | 9        | 18       | 450   | 109   | 5     | 13       | 26    | 7     | 79    | 5     | 18    | 202   | 33       | .256  | .310     | .378     | .688  |

- 2018年度シーズン終了時

### 記録
MLB
- オールスター・フューチャーズゲーム選出：1回（2004年）

### 背番号
- 1（2004年 - 同年途中）
- 3（2004年途中 - 同年終了、2010年 - 2011年）
- 7（2005年）
- 13（2006年、2009年）
- 4（2014年 - 2017年）